# Пођо Империјале
Пођо Империјале (итал. Poggio Imperiale) је насеље у Италији у округу Фођа, региону Апулија.
Према процени из 2011. у насељу је живело 2750 становника. Насеље се налази на надморској висини од 73 м.

## Становништво
Према резултатима пописа становништва 2011. у општини је живело 2.819 становника.
| 1931. | 1936. | 1951. | 1961. | 1971. | 1981. | 1991. | 2001. | 2011. |
| ----- | ----- | ----- | ----- | ----- | ----- | ----- | ----- | ----- |
| 3.102 | 3.276 | 3.727 | 4.007 | 3.644 | 3.573 | 3.232 | 2.891 | 2.819 |